# Косю хатто-но сидай
Косю хатто-но сидай (в переводе Законы [провинции] Каи) — японский законодательный свод периода Сэнгоку принятый в середине XVI в.Такэдой Сингэном, даймё и прославленным военачальником.
Оригинал текста не сохранился, однако были реконструированы три его версии. Первый представлен собранием документов Хосаки Дзюндзи, включающий в себя 26 статей утверждённый в 16-м году Тэмбун (1547 г.). Полагают, что это наиболее ранняя версия, которая отражает первоначальный вид текста. Ещё две версии, состоящие из 57 статей каждая, включают в себя первоначальный вариант, а также 13 новых статей, добавленных к нему в период с 1547 по 1554 год.
В тексте заметно влияние другого законодательного свода, принятого в 1527 г. в соседнем доме Имагава, Имагавой Удзитика уложения «Имагава канамокуроку», а позже дополненного его сыном Имагавой Ёсимото.
Текст Косю хатто-но сидай был также подвержен влиянию известного свода законов периода Камакура «Госэйбай сикимоку».
Не все части свода были записаны с нуля. Некоторые аспекты могли быть раннее зафиксированы в виде отдельных постановлений даймё или решений суда. В текст также были добавлены другие материалы, которые соответствуют политико-правовым традициям, сформировавшимся в предыдущие эпохи. Это подтверждается и другими фрагментарными заимствованиями из Госэйбай сикимоку. В многочисленных правовых документах эпохи Муромати — договорах между провинциальными землевладельцами (кокудзин икки), отдельных указах сёгуната Асикага и других — можно найти положения о равном наказании участников вооружённых конфликтов, а также о возвращении беглых рабов.

## Перевод
1. Дзито творят неслыханные бесчинства в пределах княжества, своевольно и без должного донесения [даймё] конфискуя земли, под тем предлогом, что они принадлежат преступникам. Если преступник — хикан Харунобу, то дзито вмешиваться не вправе.
Относительно суходольных и рисовых полей следует отдать необходимые приказания и передать их другому человеку. [Тот же] без промедления должен внести нэнгу и исполнить иные повинности дзито. [О том, как поступать с] онти, нет нужды упоминать. Дом, жену и детей, а также [движимое] имущество [преступника], как установлено законом, следует передать чиновнику [даймё].
2. После того как иск подан в суд, не дозволяется обращаться [по поводу данной тяжбы] ни к кому, кроме бугёнин. И разве следует [обращаться с просьбой о судебном посредничестве] после вынесения судебного решения? Если же [тяжба] еще не начата, не возбраняется обращаться к другим, помимо бугёнин [касательно этого дела]. [Кроме того], строго запрещается подавать [иск] напрямую [даймё].
3. Строго запрещается без дозволения даймё посылать в другие провинции послания и подарки. Но разрешается жителям Синано по особым делам въезжать в провинцию [Каи]. Дозволяется [также] живущим на границе людям, как и прежде, обмениваться [обычными] письмами.
4. Устанавливать родственные связи в других провинциях, получать там земли во владение, либо переходить в услужение [к жителям других провинций], заключая различные соглашения — невиданное беззаконие. [Так поступать] строго воспрещается. Тот же, кто посмеет нарушить этот закон, должен понести наказание.
5. О суходольных и заливных полях, владелец которых не установлен. Землями, с которых собирается нэшу, пусть ведает дзито. Жалованными же землями следует распорядиться по приказанию [даймё]. Но если есть [неуплаченный] долг, нужно поступить должным образом в зависимости от доходности земли.
6. Если крестьяне задерживают выплату нэнгу, их вина велика. Как [в таких случаях] поступать с их землей, пусть решит дзито. Если же допущена несправедливость, её следует исправить, послав кэнси.
7. Без основания конфисковать мёдэн значит творить невиданный произвол. Однако это не возбраняется, если по возмутительному небрежению на протяжении двух лет не уплачивался нэнгу и не исполнялись иные [повинности].
8. Когда случаются тяжбы по поводу земель луговых и горных, которые желают возделывать, следует [решить спор], выяснив первоначальные границы между владениями. Если же это определить трудно, пусть спорный участок будет поделен поровну [между истцом и ответчиком]. Если же после этого [стороны тяжбы] будут противиться приговору, следует [ту землю] отдать другому человеку.
9. Когда [княжеский чиновник] сообщил дзито [об аресте земельного надела] и поставил [туда] тэнсацу, а [владеющий тем участком крестьянин] без основания забросил обработку земли, со следующего года его рисовое поле отдается дзито. Но даже если [крестьянин] и не собрал урожай, но уплатил нэнгу, [должен сохранить надел]. Если же дзито допустил беззаконие, пусть будет лишен половины своих владений.
10. О пожалованной [даймё] земле. Даже если [случилась] засуха или наводнение, не дозволяется подавать прошения о ее замене. Но должно нести службу соразмерно [собираемому] доходу. Проявившим особую верность следует выделить соответствующего размера землю.
11. Если имеющие жалованную землю начиная с 10-го года Тэмбун (1541 г.) и ранее на протяжении десяти лет не исполняли отработочную и другие повинности в пользу дзито, это расследовать не надлежит. Но если же [это происходило] 9 лет, следует отдать приказания по обстоятельствам дела.
12. За исключением находящихся в частном владении мёдэн продавать земельные пожалования без дозволения [даймё] строго запрещается. Но если другого ничего не остается, доложив и установив срок продажи, разрешается.
13. Если крестьянин, исполняя трудовую повинность во время войны, будет убит, его господин освобождается от отработочной повинности на 30 дней. Однако [затем] как и прежде следует отправлять крестьян [для выполнения буяку]. Если же будет утерян [перевозившийся крестьянами] груз, это расследованию не подлежит. Если же выполнявший буяку [крестьянин] сбежит, и после того, не известив его господина, [этого крестьянина] примут [к себе], то хоть с того времени и пройдёт много лет, [преступники] не должны избежать наказания. Кроме того, если господин убьет крестьянина, отрабатывающего буяку, хотя на нем и не было особой вины, на протяжении 10 лет [крестьяне этой деревни] освобождаются от отработок для дзито.
14. Когда без дозволения заключают договор о родстве или службе [кому-либо], это равносильно измене. Но не возбраняется приносить такие клятвы на поле битвы для того, чтобы выказать особую преданность.
15. Когда потомственный хикан прислуживает другому [господину], прежнему хозяину запрещается, увидев его, тотчас же схватывать. Но следует, объяснив обстоятельства дела, вернуть себе слугу. Если же прежний господин, прознав о том, что его хикан служит другому человеку, попросит того вернуть хикана и новый господин даст согласие на это, но после этого позволит [хикану] сбежать, обязан передать другого человека [в качестве возмещения]. Что же до рабов, то в соответствии с Сикимоку, если [раб] по прошествии 10 лет не был найден, [такие дела] разбирать не надлежит.
16. После того как раб сбежит, его часто встречают на дороге. Когда, желая узнать, кому он принадлежит, приводят [раба] в свой дом, совершают крайнее беззаконие. Новый господин должен прежде вернуть [раба] обратно его хозяину. Однако если по причине дальности пути [нашедший раба] задержит на 3-5 дней [его возвращение], особой вины на нем за это нет.
17. О вооруженной стычке. [Ввязавшиеся в неё], без разбора кто прав, а кто виноват, оба подлежат наказанию. Однако если [кто-либо], несмотря на то, что на него напали, в ответ [не обнажил оружие для защиты] и стерпел, [должен быть признан] невиновным. Тот, кто, покрывая [одну из сторон ссоры], оказывает ей помощь, без выяснения обстоятельств дела должен быть подвергнут одинаковому наказанию [с участниками ссоры].
Если же кто-либо неумышленно убьёт или ранит другого, жена, дети и прочие домочадцы [преступника] за это не в ответе. Но если [такой преступник] сбежит, даже если [его злодеяние] было неумышленным, сначала их следует привести в Кофу и подробно допросить.
18. На господина, разумеется, не ложится вина за совершенные его слугой [хикан] преступления, будь то участие в вооруженной ссоре или разбой. Однако если для выяснения обстоятельств дела слуга будет задержан и упомянутый господин будет твёрдо заявлять о невиновности [слуги], а тот сбежит из-под стражи, следует конфисковать треть владений господина, если же нет у него земли, отправить в изгнание.
19. Не претерпев каких-либо обид от своего ёриоя, запрещается от него отрекаться. В будущем [такие ёрико] непременно проявят своё вероломство. Но если ёриоя чинит крайние несправедливости, [ёрико] можно обратиться с жалобой [в княжеский суд].
20. Развлекаясь рамбу, на пиру, охоте, во время ловли рыбы и других дел, нельзя забывать о ратном искусстве, поскольку Поднебесная разделена на враждующие провинции. И прежде всего нужно готовить [к войне] оружие, отринув всё иное.
21. О плывущих по реке деревьях и мостах. Найденные деревья, как исстари повелось, можно забирать, переправы же следует возвращать их владельцам.
22. Споры о вероучении между последователями школ Нитирэн и Чистой земли в княжестве запрещаются. Если кто-либо их затеет, и наставники [этих школ], и их последователи должны быть наказаны.
23. О том, как вассалам [надлежит] рассаживаться, находясь на службе. После того как [виднейшие вассалы] определят этот порядок, не следует [остальным об этом] поднимать спор. Не приличествует впадать в ярость, не находясь на поле брани.
24. Когда одна из сторон [тяжбы] во время суда, не дождавшись оглашения судебного приговора, бесчинствует — совершается великое беззаконие. Следует без дальнейшего разбора дела вынести решение в пользу другой стороны.
25. Ссоры детей суду не подлежат. Но если родители, вместо того чтобы их образумить, напротив, дадут волю своему гневу, их следует предостеречь в назидание другим.
26. Если один из детей ненароком убьет другого, он не подлежит наказанию. Но детям 13 лет отроду и старше не избежать наказания.
27. Обращаться с иском [к даймё] через другого человека, в обход своего прежнего содзя, а также ходатайствовать [при подаче иска] за чужих ёрико — возмутительное своеволие. Отныне и впредь воспрещается. Об этом запрете уже было объявлено.
28. Не дозволяется подавать свой иск напрямую [даймё]. Ёрико же, разумеется, следует направлять [иск] через содзя. Но и тогда нужно обращаться, выбрав подходящее для этого время. Дни, когда разбираются дела, ранее были установлены. Воспрещается ходатайствовать [напрямую] чьим-либо родичам или ёрико.
29. [Независимо от] занимаемой должности, запрещается нарушать законы княжества. Тот, кто не доносит и допускает произвол даже в деле незначительном, должен быть немедленно разжалован.
30. Прислуживающие при особе господина, находясь на сторожевом посту во время его отсутствия, не должны судачить о разных делах или разговаривать громким голосом.
31. Когда кого-либо [желают] усыновить, следует доложить [об этом] своему содзя и получить печатную грамоту [от даймё, разрешающую] наследование. [И тогда] после смерти [приемного] отца, даже если есть кровные сыновья, [такое наследование] разрешается. Но если [приёмный сын] проявит непочтительность по отношению к своей мачехе, следует пересмотреть [волю наследодателя и лишить его прав наследника]. Кроме пожалованных даймё земель, распоряжение суходольными и заливными полями, имуществом, пожитками и иными [вещами] должно происходить согласно завещанию покойного отца.
32. После того как мунабэти никки передан деревне, даже если [кто-либо из её жителей] сбежит или умрет, община обязана тотчас же вместо него внести [причитающуюся подать]. [Для уплаты] синъя не привлекаются.
33. Если какой-либо домовладелец, [обязанный вносить мунабэтисэн], переберется жить в другое село, его следует разыскать и [заставить] уплатить мунабэтисэн.
34. Когда кто-либо, оставив или продав свой дом, бродит по княжеству, где бы он ни был, его следует найти и [принудить к уплате] мунабэтисэн. Если же окажется, что у него совсем ничего нет, пусть уплатит тот, кому принадлежит усадьба этого человека. Что же до усадьбы, то, если [недоимка] не превышает 200 хики, её новый владелец [должен внести причитающуюся сумму] в зависимости от своего достатка, остальное пусть в складчину соберут жители деревни. Даже если усадьбой и домом владеет новый хозяин, он обязан [внести часть мунабэтисэн], поскольку усадьба принадлежит [именно] ему.
35. Никоим образом не дозволяется подавать [даймё] прошения об освобождении от мунабэтисэн. Однако если по причине бегства или смерти многих людей мунабэтисэн окажется в два раза больше, можно ходатайствовать [о снижении подати]. Проверив, правда это или ложь, следует, проявив снисхождение, освободить от уплаты соразмерного объема недоимок.
36. О домах разбойников, понёсших наказание. Если в той деревне есть синъя, бугё следует, разузнав об этом, взять с этого домовладельца мунабэтисэн вместо [наказанного разбойника]. Если же синъя не сыщется, следует вычесть [мунабэтисэн, полагавшийся с того дома, из общей суммы подати, которую должна уплатить деревня]. Заливные рисовые поля не должны обременяться [мунабэтисэн].
37. О домах, смытых наводнением. [Уплату мунабэтисэн] должны взять на себя синъя. Если их нет, пусть жители деревни, объединившись, в складчину уплатят [недоимку]. Если [водой] было разрушено 10 домов [и более], то нет нужды выяснять обстоятельства произошедшего. Кроме того, это [правило действует] и в отношении выморочных домохозяйств.
38. О ссудном законе. Случается, что на рисовые поля не вернувшего ссуду должника предъявляют права многие [заимодавцы]. Пусть [эти земли] получит тот, кто раньше других успел наложить на них арест. Однако если [один из кредиторов] имеет верную заемную грамоту, спор должен быть решен в его пользу.
39. Таким же образом, когда заливные и суходольные поля и иное были записаны в закладные грамоты [одновременно] нескольким заимодавцам, действительна будет та, что была написана прежде других. Но если документ и [поставленная на него] печать были подделаны, [виновного] следует покарать. Что же до заимодавцев, то [заложенная земля] должна отойти предъявителю той закладной.
40. Долги родителей, разумеется, обязаны уплатить их дети. Долги же детей с родителей требовать не следует. Но родители, поставившие свою подпись на долговой расписке, должны расплатиться [за своих детей]. Если же паче чаяния дети умрут [прежде своих родителей], а за родителями останется наследуемое имущество, то, хоть это и против естественного порядка вещей, пусть родители возместят их долги.
41. Когда должник, объявляя о принятии монашеского обета или о том, что покидает [свой дом], бродит по княжеству, его вина велика. Приютивший его пусть уплатит вместо него задолженность. Однако касательно рабов, обращенных в рабство за долги и других, следует поступать так, как было прежде установлено.
42. Запрещается отказывать в приёме порченой монеты, за исключением признанной таковой на месте торга.
43. O записанных в закладную грамоту пожалованных землях. [Такой документ] не разрешается принимать, не испросив дозволения. Но пусть [заимодавец] получит печатную грамоту [от даймё для утверждения договора]. Если же владелец [заложенной] земли скроется, следует поступить подобающим образом в зависимости от обстоятельств дела. Когда истёк срок [уплаты долга], следует предъявить выданную ранее печатную грамоту. Что же до пожалования земли после подачи прошения, пусть несут полагающуюся службу.
44. Заимодавец, получивший земли беглого [должника], должен незамедлительно внести дзито нэнгу, исполнить буяку и иные повинности. Если же дзито погасит долг, [заимодавец] должен передать ему эти земли.
45. Запрещается помещать в залог кокумайти. Однако если земледелец солгал [о своих правах на эти земли], сколько бы лет с тех пор не минуло, его следует наказать.
46. Если должник умрёт [не отдав долг], то следует, выяснив имена поручителей [по ссуде], потребовать с них долг.
47. Когда ссуда взята по закладной грамоте, удостоверенной несколькими печатями, но большинство [должников] скроется или умрёт и останется лишь один из них, пусть вернёт долг.
48. Залог по ссуде должен соответствовать договору [между заимодавцем и должником]. Если [в обеспечение] долга был взят несоразмерно больший по ценности залог, запрещается его отчуждать, даже если срок возврата долга истек. Если же [заложенное имущество] не было недооценено, следует, выждав 3-5 месяца, потребовать [настоятельно] уплаты долга; если же он не будет отдан, можно при свидетелях продать [залог].
49. Когда за ссуду на установленный срок передают суходольные и заливные поля [кредитору] или, записав [в купчую] полагающиеся поборы, землю желают продать, продавец и покупатель должны об этом оповестить своих господ или дзито. Если же этого не случится, а господин из-за какой-либо вины отберет землю, либо, имея веские основания, её конфискует дзито, даже если покупатель имеет закладную грамоту, [подписанную] должником, она не имеет силы.
50. Когда денежная или рисовая ссуда, вместе с процентами, вырастет вдвое [против изначальной суммы долга], следует потребовать ее возврата. Если же после этого должник медлит с отдачей, он должен понести наказание. Если же, заняв у дзигэнин или кого-либо другого, из-за крайней бедности не сможет выплатить долг, следует доложить об этом и поступить так, как было указано выше.
51. Если курануси сбежит, надлежит проверить долговые списки. При обнаружении [в окура] недостатка денег, следует конфисковать его усадьбу и земли. Однако если в закладных, в которых не оговорён срок возвращения ссуды, обнаружатся неясные места, залог не может быть истребован. Заложенные же на [оговоренный] срок земли должны быть изъяты [у должника]. [После этого] нэнгу, буяку и иные повинности должны быть тотчас же исполнены в пользу дзито. Кроме того, нельзя требовать возврата просроченных денежных ссуд.
52. Запрещается синтоистским жрецам, ямабуси и иным искать покровительства какого-либо господина. Тем же, кто нарушит этот запрет, будет не дозволено ходить по княжеству.
53. Отныне и впредь строжайше запрещается потомственным хикан своевольно, не известив своего господина, отдавать на службу другому господину своего сына и полностью передавать [ему] свои земли. Однако если главный наследник будет служить прежнему хозяину, не возбраняется послать на службу [другому господину] его братьев.
54. Грубо попирается справедливость, когда из-за невыплаты крестьянами нэнгу, неисполнения буяку и иных повинностей без основания берут в залог [их имущество] и его распродают. Но следует установить срок [возврата крестьянином задолженности]. По его истечении это разрешено.
55. Если же Харунобу отступит в своих действиях и чем-либо ином от этих законов, пусть любой, будь то человек низкого или высокого звания, выступает с иском. Сообразно обстоятельствам следует [по таким делам] поступать по справедливости.
Вышеприведенные 55 статей были приняты в 16-м году Тэмбун хиното хицудзи (1547 г.) в 6-м месяце. Две дополнительные статьи были приняты в 23-м году Тэмбун киноэтора (1554 г.) в 5-м месяце.
Цуйка (1). [Проданные] на определенный срок земли по истечении 10 лет можно вернуть, отдав выкуп. Если же владелец земли по причине своей бедности не в состоянии [это сделать], пусть [купивший землю] ждёт ещё 10 лет. Когда пройдёт этот срок, [земля] переходит покупателю. Касательно других закладов на установленный срок следует поступать таким же образом.
Цуйка (2). Если крестьянин скрывает неучтенные земли [с которых он не платит нэнгу и не исполняет другие повинности], даже если прошло несколько десятков лет, дзито, узнав об этом, может их отобрать. Однако если крестьянин подаёт иск [в княжеский суд] и доходит до тяжбы, однако на чьей стороне правда, всё ещё неясно, следует отправить посланца [для расследования]. Допустивший несправедливость дзито должен понести наказание.